# Lömsk biskopsmössa
Lömsk biskopsmössa (Gyromitra ambigua) är en svampart som först beskrevs av Petter Adolf Karsten, och fick sitt nu gällande namn av Harmaja 1969. Lömsk biskopsmössa ingår i släktet stenmurklor och familjen Discinaceae.  Arten är reproducerande i Sverige. Inga underarter finns listade i Catalogue of Life.
Denna art innehåller ett skadligt gift som kallas gyromitrin och brukar oftast förväxlas med biskopsmössa. 